# Tibet Görener
Tibet Deniz Görener (Şişli, 27 luglio 2002) è un cestista turco.

## Carriera

### Nazionale
Nel 2021 ha disputato il Mondiale Under-19, concluso al nono posto finale.